# 13729 Нікольвен
13729 Нікольвен (13729 Nicolewen) — астероїд головного поясу, відкритий 14 вересня 1998 року.
Тіссеранів параметр щодо Юпітера — 3,564.